# Лех II
Лех II (*Lech II, VI ст.) — легендарний князь західних полян.

## Життєпис
Походив з династії Лехідів. Молодший син Крака I. За легендою (записано Вінтентом Кадлубкою) Лех допоміг брату — князю Краку II позбавити Краків від Вавельського чудовиська. При цьому Лех, приревнував до слави брата, убив його, а містянам сказав, що той був пошматований чудовиськом. За іншою версією, що подає Ян Длугош, Крака II було обрано правителем Кракова після смерті батька, а Лех з ревнощів до влади та слави, потайки вбив його, тіло закопав у пісок, а містянам сказав, що Крака II пошматовано на полюванні звіром.
Обдуривши знать, Лех домігся обрання князем. Але через кілька років поширилися чутки щодо скоєного ним злочину. За однією версією мешканці Кракова скинули та вигнали його. За іншою версією, Лех II безславно дожив до старості, усіма клятий, а боги покарали його, не давши дітей. Після Леха II стала панувати його сестра Ванда.